# Megachile inyoensis
Megachile inyoensis is een vliesvleugelig insect uit de familie Megachilidae. De wetenschappelijke naam van de soort is voor het eerst geldig gepubliceerd in 1942 door Mitchell.